# Jaroslav Seifert
Jaroslav Seifert (Praga, 23 de septiembre de 1901-Praga, 10 de enero de 1986) fue un poeta y periodista checo, ganador del Premio Nobel de Literatura en 1984.

## Biografía
Nació en un barrio residencial de Praga, Žižkov, en el seno de una familia de clase obrera. No llegó a finalizar sus estudios y pronto comenzó a dedicarse a la poesía y al periodismo. En 1921 publica su primera colección de poemas, La ciudad en llamas. 
Fue miembro fundador del grupo de vanguardia Devětsil y del Partido Comunista de Checoslovaquia, con el que rompe relaciones en 1929.
Entre 1968 y 1970 asumió la dirección de la Unión de Escritores Checos.
En 1984 ganó el premio Nobel de Literatura y un año después, en 1985 publicó sus memorias (Toda la belleza del mundo).

## Obras
Entre sus obras más importantes destacan:
- Los brazos de Venus, 1936
- Vestida de luz, 1940
- Madre, 1954
- Concierto sobre la isla, 1965
- El beso de despedida, 1965
- El anillo de la madona de Trebon, 1966
- Cantos sobre Praga, 1968
- Paraguas en Picadilly, 1979